# Marcel Dessonnes
Marcel Dessonnes, né Marcel Plique le 12 novembre 1877 et mort le 16 décembre 1960 à Valence-en-Brie (Seine-et-Marne), est un acteur français, sociétaire de la Comédie-Française.

## Biographie
Après avoir obtenu une licence de lettres, Marcel Pique entre au Conservatoire de Paris dans la classe de Gustave Worms où il obtient un  un second prix.  Il débute au Théâtre de l'Œuvre sous le pseudonyme de Luxeuil.

### Carrière à la Comédie-Française
Entré à la Comédie-Française en 1899, il est nommé 347e sociétaire en 1910. Il est doyen de 1936 à 1939 et remplace régulièrement Émile Fabre, lorsque celui-ci est absent ou en congés, en qualité d'administrateur général. En 1939, après trente-neuf années, il fait valoir ses droits à la retraite.
Les interprétations de Marcel Dessonnes sont régulièrement relevées par la critique pour leurs qualités. Le journal le Matin publie en 1935 un article qui fait la synthèse de ses qualités " carrière toute de talent constamment en progrès, de conscience profonde et d'exemplaire honnêteté (dans le sens le plus large du mot) relie M. Marcel Dessonnes à ces grands sociétaires d'hier, qui ne vivaient que dans l'amour exclusif de leur Maison.! C'est dans le bel emploi des grands jeunes premiers classiques (Clitandre, Almaviva, Dormante) que d'abord et surtout se distingua M. Marcel Dessonnes. Il y fit apprécier une finesse de pensée et une délicatesse de sentiment tout à faire rares et que mettaient en valeur une voix, au timbre pénétrant, une diction harmonieuse et nuancée, faisant merveille dans la prose comme dans les vers, et une élégance tout à fait dans le style de la Comédie-Française".

## Théâtre
- 1901 : Les Âmes en peine d'Ambroise Janvier de La Motte et Marcel Ballot : Begard
- 1902 : Le Marquis de Priola de Henri Lavedan : Brabançon
- 1902 : La Petite Amie d'Eugène Brieux : André Logerais
- 1905 : La Conversion d'Alceste de Georges Courteline : Philinte
- 1905 : Don Quichotte de Jean Richepin d'après Miguel de Cervantes : Cardenio
- 1906 : La Mort de Pompée de Pierre Corneille : Philippe
- 1906 : Le Menteur de Pierre Corneille : Alcippe
- 1906 : Les Larmes de Corneille de Louis Le Lasseur de Ranzay : l'enseigne
- 1906 : La Courtisane d'André Arnyvelde : un jeune homme
- 1907 : Marion de Lorme de Victor Hugo : le vicomte de Bouchavannes
- 1907 : L'Autre de Paul et Victor Margueritte : Robert d'Artigues
- 1908 : Simone d'Eugène Brieux : Michel
- 1909 : Modestie de Paul Hervieu : Jacques
- 1910 : Le Mariage de Figaro de Beaumarchais : Almaviva
- 1910 : La Fleur merveilleuse de Miguel Zamacoïs : Gilbert
- 1911 : Le Goût du vice de Henri Lavedan, théâtre de l'Odéon : Lortay
- 1914 : Les Femmes savantes de Molière : Clitandre
- 1919 : On ne badine pas avec l'amour d'Alfred de Musset : Perdican
- 1919 : Le Misanthrope de Molière : Philinte
- 1920 : Les Effrontés d'Émile Augier, mise en scène Raphaël Duflos : de Sergine
- 1921 : Francillon d'Alexandre Dumas fils : Henri de Symeux
- 1921 : Monsieur de Pourceaugnac de Molière, mise en scène Georges Berr : Eraste
- 1922 : L'Impromptu de Versailles de Molière, mise en scène Raphaël Duflos : Brécourt
- 1922 : Vautrin d'Edmond Guiraud d'après Honoré de Balzac : Eugène de Rastignac
- 1923 : 1802 Dialogue des morts d'Ernest Renan : Diderot
- 1923 : Monsieur Brotonneau de Robert de Flers et Gaston Arman de Caillavet : William Herrer
- 1924 : Je suis trop grand pour moi de Jean Sarment : Tiburce
- 1924 : À Racine d'Auguste Dorchain
- 1925 : Le Bourgeois gentilhomme de Molière : Dorante
- 1926 : Les Compères du roi Louis de Paul Fort : Philippe de Commines
- 1928 : Sapho d'Alphonse Daudet et Adolphe Belot, mise en scène Émile Fabre : Déchelette
- 1928 : Le Quatrième de Martial Piéchaud : Bernard Levasseur
- 1930 : Les Trois Henry d'André Lang, mise en scène Émile Fabre : Beauvais-Nangis
- 1931 : Le Monde où l'on s'ennuie d'Édouard Pailleron : Roger de Ceran
- 1931 : La Belle aventure de Gaston Arman de Caillavet et Robert de Flers : Comte d'Éguzon
- 1934 : Le Jeu de l'amour et du hasard de Marivaux : Dorante
- 1936 : L'École des maris de Molière, mise en scène Jean Croué : Ariste
- 1937 : L'Illusion comique de Pierre Corneille, mise en scène Louis Jouvet : Pridamant
- 1937 : Les affaires sont les affaires d'Octave Mirbeau, mise en scène Fernand Ledoux : le marquis de Porcelet
- 1937 : Asmodée de François Mauriac mise en scène. Jacques Copeau : le curé

## Filmographie
- 1922 : Molière, sa vie, son œuvre de Jacques de Féraudy
- 1935 : Un soir à la Comédie-Française de Léonce Perret